# NGC 6583
NGC 6583 је расејано звездано јато у сазвежђу Стрелац које се налази на NGC листи објеката дубоког неба.
Деклинација објекта је - 22° 8' 15" а ректасцензија 18h 15m 48,8s. Привидна величина (магнитуда) објекта NGC 6583 износи 10,0. NGC 6583 је још познат и под ознакама OCL 27, ESO 590-SC11.